# 레온 페브레스코르데로
레온 에스테반 페브레스코르데로 리바데네이라(스페인어: León Esteban Febres-Cordero Ribadeneyra, 1931년 3월 9일 ~ 2008년 12월 15일)는 흔히 LFC 또는 페브레스코르데로로 알려진 에콰도르의 정치인으로, 1984년 8월 10일부터 1988년 8월 10일까지 에콰도르의 제35대 대통령을 지냈다. 재임 시절 시장 중심의 경제 개혁을 이끌었으며, 무장 단체 알파로는 살아있다, 제기랄!의 폭동을 진압한 바 있다.